# Shmagi Bolkvadze
Shmagi Bolkvadze est un lutteur gréco-romain géorgien né le 26 juillet 1994 à Khoulo. 
Il a remporté une médaille de bronze dans la catégorie des moins de 66 kg aux Jeux olympiques d'été de 2016 à Rio de Janeiro.
Il est médaillé d'argent en moins de 66 kg aux Championnats d'Europe de lutte 2016 et médaillé de bronze en moins de 67 kg aux Championnats d'Europe de lutte 2018.
Il est médaillé d'argent des moins de 67 kg aux Jeux européens de 2019 à Minsk puis médaillé d'or dans cette même catégorie aux Championnats d'Europe de lutte 2021.
Il est médaillé d'argent des moins de 72 kg aux Championnats d'Europe de lutte 2021.